# Kwartier van Veluwe

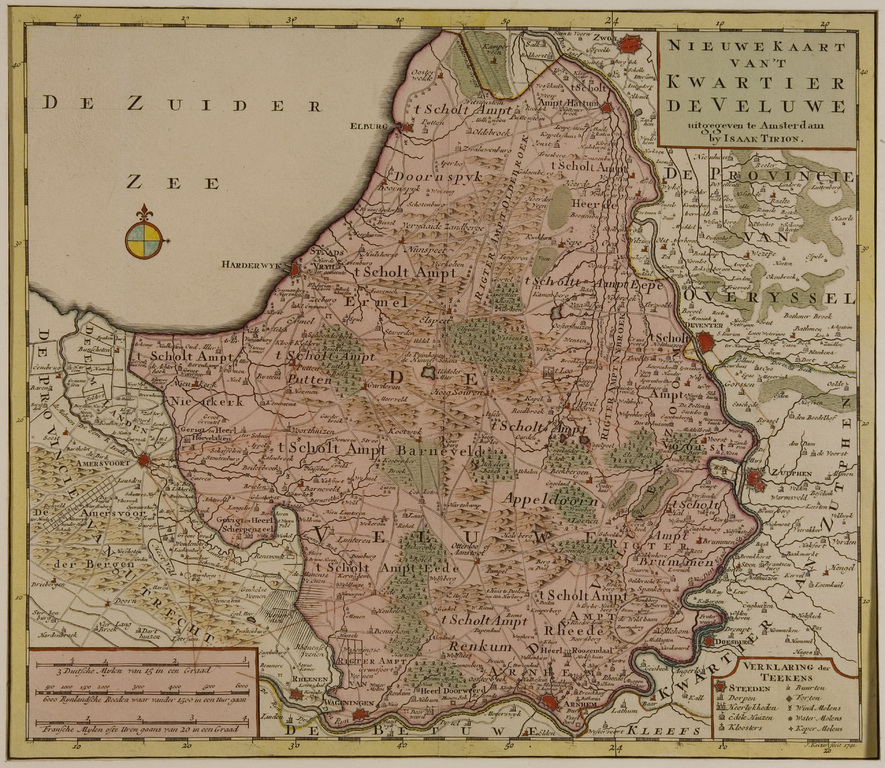
Kwartier van Veluwe door Isaak Tirion, 1741

Het Kwartier van Veluwe was een van de vier kwartieren binnen het Hertogdom Gelre (1339 tot 1795), naast het Kwartier van Zutphen, het Overkwartier en het Kwartier van Nijmegen.

## Geschiedenis
Het Kwartier van Veluwe, met als hoofdstad Arnhem, omvatte het gebied Veluwe. Andere steden waren Elburg, Hattem, Harderwijk en Wageningen. Het kwartier was onderverdeeld in de gebieden Richterambt Veluwezoom, Richterambt Oldebroek, Richterambt Nijbroek en het Landdrostambt Veluwe. Op 5 oktober 1580 stelde het Kwartier van Veluwe een permanent college van Gedeputeerde Staten in. Dat bestond uit twee leden uit de Ridderschap van de Veluwe en één uit de stemhebbende steden. In 1594 werd het aantal leden verhoogd naar vier, in 1599 tot zes. De laatste uitbreiding van het aantal had te maken met het beheer van de geestelijke goederen. De Gedeputeerden bleven in functie (vanaf 16 maart 1795 als Provisionele Gedeputeerden ter Finantie en vanaf 18 september van datzelfde jaar als Gedeputeerden ter Finantie) tot de uiteindelijke opheffing van de Staten van Gelderland in 1798.

## Bestuurlijke indeling 18e eeuw
- Steden: Arnhem, Harderwijk, Wageningen, Hattem en Elburg.
- Landdrostambt Veluwe: schoutambten Ede, Barneveld, Nijkerk, Putten, Ermelo, Doornspijk, Heerde, Epe, Apeldoorn en Voorst.
- Richterambt Veluwezoom: schoutambten Brummen, Rheden en Renkum.
- Richterambt Oldebroek: Oldebroek.
- Richterambt Nijbroek: Nijbroek.
- Schoutambt Hoevelaken: Hoevelaken.
- Schoutambt Scherpenzeel: Scherpenzeel.
- Heerlijkheid Doorwerth: Heelsum.
- Heerlijkheid Rozendaal.

## Bron
- Staten van het Kwartier van Veluwe en hun Gedeputeerden uit het: geldersarchief.nl